# Consultante en lactation
Vous pouvez aider à l'améliorer ou bien discuter des problèmes sur sa page de discussion.
- Il ne cite pas suffisamment ses sources. Vous pouvez indiquer les passages à sourcer avec {{référence nécessaire}} ou {{Référence souhaitée}}, et inclure les références utiles en les liant aux notes de bas de page. (Marqué depuis février 2017)
- Il n’est pas rédigé dans un style encyclopédique. (Marqué depuis février 2017)

- Archive Wikiwix
- Bing
- Cairn
- DuckDuckGo
- E. Universalis
- Gallica
- Google
- G. Books
- G. News
- G. Scholar
- Persée
- Qwant
- (zh) Baidu
- (ru) Yandex
- (wd) trouver des œuvres sur Wikidata

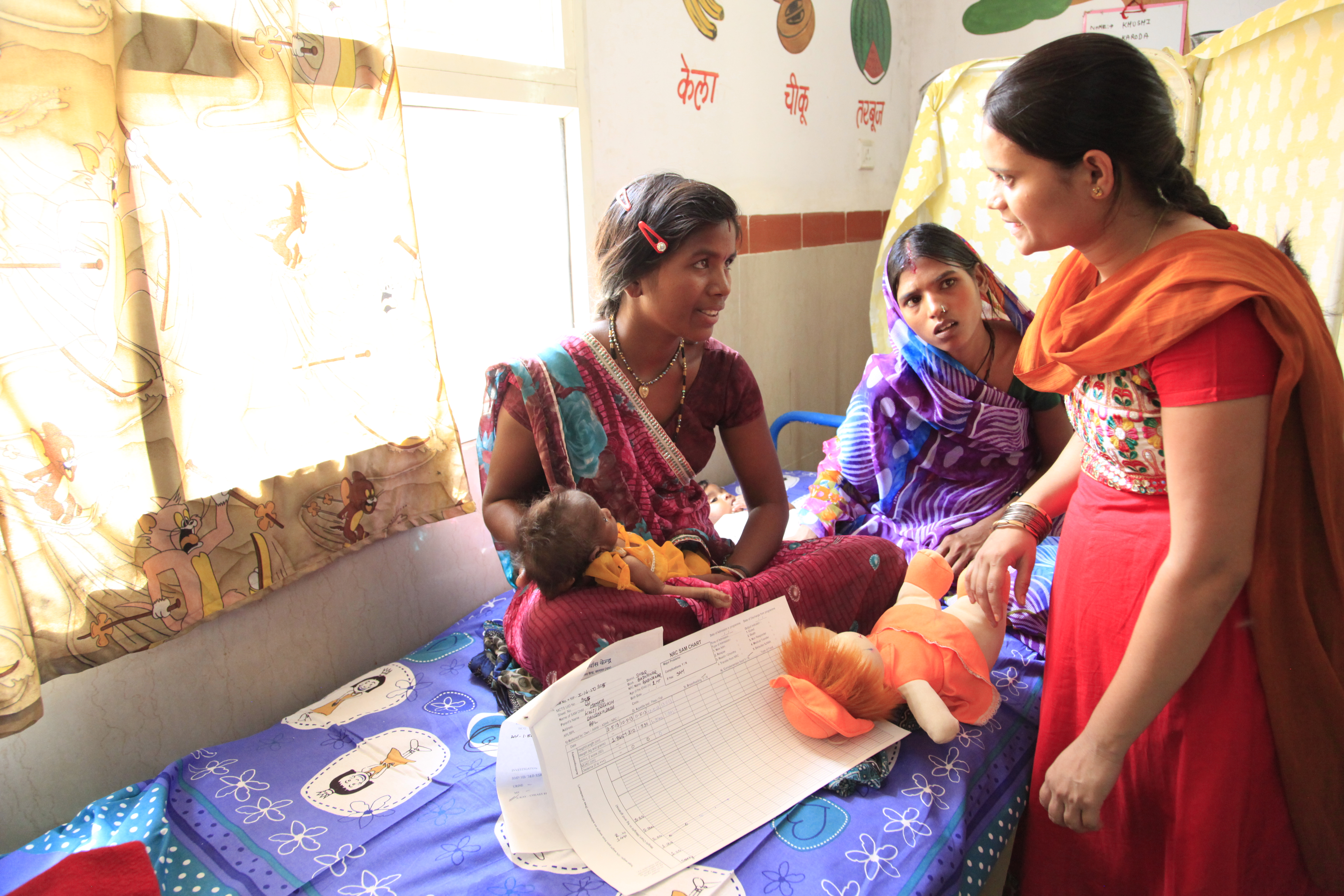
Une conseillère en lactation dans le Madhya Pradesh (Inde)

Un ou une consultant(e) en lactation est un professionnel de la santé spécialisé dans les questions relatives à l’allaitement maternel.
Cette activité de conseil auprès de la jeune mère était traditionnellement assurée par la mère de celle-ci ou les femmes de son entourage, ou encore, selon le contexte, par divers professionnels, tels que la sage-femme ou la puéricultrice. Elle s'est développée en tant que profession autonome dans les années 1970 et 1980. Depuis 1985, une certification délivrée par l'IBLCE (International Board of Lactation Consultant Examiners) confère aux praticiens une reconnaissance à l'échelon international. L'utilisation de cette certification, appelée IBCLC ® (International Board Certified Lactation Consultant), est protégée. En 2022, on a ainsi dénombré plus de 34 000 consultants en lactation certifiés IBCLC dans 129 pays et territoires. Cependant il existe d'autres formations à cette activité.

## Description
Les consultantes en lactation (profession majoritairement féminine) sont des professionnelles du soutien à l’allaitement maternel qui ont une expérience étendue au contact des mères qui allaitent. Elles sont disponibles pour le couple dès la grossesse, et après la naissance. 
Avant de pouvoir passer leur examen auprès de l'IBLCE, elles doivent justifier d’un certain nombre d’heures au contact des mères, que celles-ci allaitent des bébés nés à terme ou prématurés. Ce prérequis est important : il permet de sélectionner des personnes qui ont une expérience pratique et des connaissances étendues afin de parfaire et mettre à jour leur savoir faire et leur savoir-être pendant la formation.
Les consultantes en lactation IBCLC ont accumulé une expérience de terrain avant de se spécialiser lors d’une formation spécifique complète sur la lactation humaine et sur les compétences des bébés. Les consultantes en lactation cherchent donc à réunir les conditions pour optimiser les chances de réussir l’allaitement surtout si le démarrage est délicat.
Afin de garantir une qualité constante et la réalisation des meilleurs accompagnements possibles dans le respect du code d'éthique de cette profession, la certification IBCLC doit être mise à jour tous les 5 ans et l’examen repassé tous les 10 ans. Ainsi le bureau international des consultantes en lactations s’assure de la compétence et des mises à jour de celles qui affichent cette qualification. Depuis 2022, les modalités de recertification ont évolué.
Ce métier demande observation et savoir-être pour aider les mères à résoudre des difficultés courantes et à décoder les signaux de leurs bébés pour les placer dans des postures optimales en fonction de l’état de santé de l’enfant et de son poids de naissance. Les consultantes en lactation s’occupent autant de la mère que du bébé dans le cadre de leurs consultations ; elles sont capables d’évaluer le transfert de lait et de reconnaître l’efficacité des tétées.
Certaines consultantes en lactation peuvent être employées par des hôpitaux, des cliniques, des PMI tandis que d’autres consultent en libéral contre rémunération, certaines se concentrent sur la formation professionnelle ou encore l’évaluation « Qualité » de maternités dans le cadre de leur démarche pour obtenir le label IHAB.

## Certification
Le comité de l'IBLCE (International Board of Lactation Consultant Examiners) est la seule entité habilitée à accréditer les Consultant(e)s en Lactation IBCLC. Il a été créé en mars 1985 grâce à un prêt de 40 000 dollars de La Leche League International en réponse à la nécessité de créer une norme dans la profession émergente de conseil en allaitement maternel. Cette nouvelle profession avait surgi dans les années 1970 et 80 face à un besoin exprimé par les mères de soins spécialisés en matière d’allaitement maternel. Au cours de cette même période, on commençait à disposer de plus en plus d'information validée sur les avantages de l’allaitement et des associations de soutien de mère à mère, comme La Leche League International et l'association des mères allaitantes d’Australie (maintenant la Australian Breastfeeding Association), se sont développées et elles disposaient d’un vaste répertoire de compétences de gestion de l'allaitement maternel.

## Formation
(3 mars 2017).

### France
La formation permettant de présenter l'examen de l'IBLCE est assurée par deux[réf. nécessaire] organismes privés, l'ACLP (Paris, Caen, Lyon, Nantes et Lille) et le Centre de recherche, d’évaluation et de formation à l'allaitement maternel (CREFAM)  (Région parisienne et Montpellier).

## Champ de compétence
Cette spécialité ne relève pas du domaine médical. Ainsi, la consultante en lactation ne bénéficie pas d’un droit d'exercice de la médecine, c'est-à-dire qu'elle ne peut pas faire de prescription, ni de soin, ni de diagnostic médical. Si, par ailleurs, elle exerce une profession de la santé, son exercice pourra être étendu en fonction de cette profession de santé. 
Elle est en mesure de proposer :
- Une assistance ponctuelle en complémentarité du suivi des mères et des bébés assurés classiquement. Des conseils techniques et adaptés aux besoins de l’enfant, de sa mère et de son père pendant la grossesse et tout au long de l’allaitement.
- Un accompagnement des mères pour résoudre les difficultés liées à l’allaitement en tenant compte de l’expérience personnelle et de la culture de chaque mère.
- Une réponse aux demandes par une écoute attentive et un soutien empathique.
- Une approche qui vise à respecter les besoins et buts uniques à chaque famille, tout en favorisant l’autonomie et le cheminement des parents.
- Un partenariat avec tous les professionnels de santé intervenant en prénatal et postnatal pour un avis spécialisé.
- Des formations pour les professionnels de santé et sa participation à des programmes de soutien à l’allaitement maternel au niveau régional, national et international.
- Comme dans toutes les professions normées, elle est tenue au respect d’un code déontologique professionnel et elle doit justifier et pouvoir afficher son titre de diplôme à jour.

### Code de déontologie
Le Cadre de la pratique des Consultant(e)s en Lactation certifié(e)s par le Comité International d’Examen (IBCLC) est réglementé par l’IBLCE.

## Profil
La consultante en lactation IBCLC est une spécialiste autonome, libre de toute influence commerciale, religieuse, sociale et politique. Elle doit respecter de manière inconditionnelle le Code International de Commercialisation des Substituts du lait Maternel de l'AMS, Assemblée mondiale de la Santé qui est l'organe décisionnel suprême de l'OMS. Elle exerce en tant qu'indépendante (en cabinet libéral par exemple) ou au sein de différentes structures : dans les maternités publiques et privées, en néonatologie, en pédiatrie, en PMI et à domicile. Elle a acquis une formation validée par un examen international. Cette qualification est acquise pour une durée de 5 ans. À l'issue de cette période, elle doit justifier de 75 heures de formation continue ou repasser l'examen tous les 10 ans pour conserver son titre. 

## Associations
Plusieurs associations francophones recensent les consultants en lactation certifiés IBCLC.
- En France, l'Association des Consultants en Lactation Professionnels de Santé (ACLP)[13] et l'Association Française des Consultants en Lactation (AFCL)[14]
- En Belgique, l'Association belge des consultantes en lactation francophones et germanophones (ABCFLG)[15]
- En Suisse, l'Association suisse des consultantes en lactation[16]
- En Europe, l'Association eLacta[17], l'Alliance Européenne des consultants en lactation
- Au Québec, l'Association québécoise des consultantes en lactation (AQC) diplômées de l'IBLCE[18].

Chaque pays a son propre réseau de consultantes en lactation.
Une grande majorité d’entre elles adhère à l'Association internationale des consultantes en lactation (ILCA).

### Aspects financiers
En France, les honoraires des consultantes en lactation ne sont pas pris en charge par la Sécurité sociale à moins que celles-ci n'exerce certaines professions de la santé par ailleurs. Certaines mutuelles en revanche commencent à couvrir leurs frais.
Quand la consultation d’allaitement est réalisée par une sage-femme, qui est professionnelle de santé, elle est prise en charge à 70% ou remboursée à 100 % par les caisses d'assurance maladie jusqu'au 12e jour après l'accouchement. Dans le cas où la consultation est remboursée, ce n’est pas à la hauteur du temps passé par le professionnel.
Sur Internet, on peut noter des pratiques tarifaires aux États-Unis qui peuvent aller de 20 à 300 dollars américains (16 à 240 Eur), tarif forfaitaire pour une consultation. Un article paru dans le New York Times le 19 février 2010 explique que la consultante en lactation certifiée prend la relève à un moment où la mère traverse un moment de sa vie où elle se sent particulièrement vulnérable, qu’elle facture 200 $ (160 $ si la mère se rend chez elle) pour apporter son aide dans un acte supposé être le plus naturel et le plus instinctif, mais qui très souvent ne l’est pas.
Chaque consultante en lactation applique des tarifs qui lui sont propres.

### Coût
- CREFAM[21] : en individuel : 3 640 € et 4 060 € si la formation est prise en charge par l'employeur
- ACLP[22] : en individuel : 2 990 € et 3 490 € dans le cadre de la formation professionnelle continue
- DIULHAM[23] : Tarif unique (formation individuelle ou continue) : 1 400 € / Tarif réduit (pour les internes) : 300 €.

Ces prix ne comprennent pas les frais d'hébergement, d'assurance, de littérature spécialisée, ni les frais d'examen. Ces derniers, déterminés par IBLCE, se sont élevés à 500 € en 2014.
Pour pouvoir être recertifié(e) par CERP, cinq ans après une certification par examen, l'IBCLC devra avoir accumulé 75 CERP dont au moins 50 CERP portant spécifiquement sur la lactation humaine et l'allaitement et 5 CERP relatifs à l'éthique professionnelle – les 20 CERP restant peuvent porter sur tout sujet en rapport avec la pratique des consultant(e)s en lactation. Au bout de dix ans après une certification par examen, tout IBCLC doit de nouveau passer l'examen pour être recertifié(e). Ceci permet de vérifier périodiquement les connaissances et les compétences cognitives associées à la pratique d'un(e) consultant(e) en lactation, grâce à un examen basé sur une analyse renouvelée de la pratique et incorporant les développements les plus importants dans la discipline.

## Autres spécialisations en allaitement

### D.I.U: Diplôme inter-universitaire en lactation humaine et allaitement maternel
Organisé par quatre CHU, le D.I.U Lactation Humaine et Allaitement Maternel se déroule alternativement à Grenoble, Lille, Brest et Toulouse. La formation se déroule en 102 heures, réparties sur 3 semaines. Il s’agit d’un enseignement théorique, basé sur des données validées. Il est accessible aux puéricultrices, sages-femmes, médecins et pharmaciens. Des dérogations peuvent être accordées aux infirmières.
L'université d'Aix Marseille propose également la formation pour obtenir le D.U Allaitement maternel. 

### Conseillères en allaitement
Une conseillère en allaitement est une spécialiste de l'allaitement maternel. Elle se base sur une formation souvent personnelle et sur son expérience pour prodiguer des conseils. Elle peut, la plupart du temps, identifier et prendre en charge la plus grande partie des problèmes d’allaitement. Mais son titre n'a pas de sens normalisé, et ses niveaux de connaissances et de compétences sont très variables.

### Bénévoles d'associations de soutien de mère à mère

#### Animatrices de La Leche League France
Elle a allaité au moins un enfant pendant 9 mois ou plus. Elle a ainsi vécu le maternage par l'allaitement et, grâce à une formation de 500 heures, elle dispose de connaissances de bases sur la naissance, l'allaitement et les questions parentales précoces. Elle est habilitée à l'aide téléphonique, elle s'est exercée à rechercher des informations, à faciliter des réunions de mères qui allaitent. Elle s'engage à entretenir une formation continue par le biais de congrès, séminaires, ateliers, lectures spécialisées.
Une animatrice LLL est une maman qui s'investit de manière bénévole. Elle a pour mission d’animer des réunions de soutien de mère à mère, afin de faciliter l'échange entre les mères sur l'allaitement et le maternage. Elle peut répondre au téléphone.

#### Écoutantes de Solidarilait
Une écoutante de Solidarilait a suivi un cycle de formation de deux jours comprenant « Physiologie – pratiques de l’allaitement maternel – écoute ». Cette formation est à renouveler régulièrement (au minimum tous les 5 ans). À l'issue de celui-ci, elle peut être amenée à faire de l’écoute téléphonique, animer des rencontres mamans-bébés, des réunions de préparation à la naissance ou d’autres types d’interventions (conférences…).

#### Autres associations de soutien
Le site de la CoFAM (Coordination française  pour l'allaitement maternel) recense les associations de soutien de mère à mère.